# Alegação de direito por parte dos senhores condes do Vimioso sobre a sucessão da capitania de Pernambuco
A alegação de direito por parte dos senhores condes do Vimioso sobre a sucessão da capitania de Pernambuco é uma petição inicial ajuizada por Manuel Álvares Pegas, em processo contra a Coroa portuguesa, representando os interesses de Miguel de Portugal, o 6º conde de Vimioso, pela senhoria da capitania de Pernambuco. Ajuizada em 1671 e publicada no ano seguinte na forma de alegação, a contenda se deu pela indicação da Coroa de um governador para a capitania após a expulsão dos holandeses.
A capitania de Pernambuco foi doada em 1534 a Duarte Coelho, cujo neto Duarte de Albuquerque Coelho foi o último donatário à época da invasão holandesa; Miguel de Portugal era casado com Maria Margarida de Castro de Albuquerque, filha de Duarte de Albuquerque, sendo assim herdeiro de sua pretensão.
A peça é considerada "relevante para compreender uma parcela da dinâmica das relações entre o poder metropolitano e os senhorios na América". O processo acabaria com um acordo entre a Coroa e dom Francisco de Portugal, o 8º conde de Vimioso, pelo qual a parte autora recebeu títulos e oitenta mil cruzados, em troca do aceite da autoridade real.